# 白土湖
白土湖（しらちこ）は、長崎県島原市に所在する湖。ユネスコ世界ジオパークである島原半島ジオパークのジオサイトである。

## 歴史
1792年（寛政4年）に眉山の山体崩壊による災害「島原大変肥後迷惑」が発生した際、当時寺院墓地であった湖のある場所が陥没して生じた窪地に多量の地下水が湧出したことにより現在の湖ができたものである。
湖が生成された直後は南北およそ1km、東西およそ300～400mの広さを有したと伝えられるが、排水のための人工河川である音無川が開削される等して徐々に縮小し、現在は南北およそ200m、東西およそ70mになっている。

## 地理
現在も湖底には推定日量約4万トンの地下水が湧出し続けている。長崎県内で唯一の非人造湖であり、日本で最も小さな陥没湖とされている。
湖周辺は住宅地となっており、生活排水による富栄養化が進んでいる。これが原因とみられるカナダモ等の大量発生が度々確認されている。

## 周辺
- カトリック島原教会（東岸）
- 白土湖緑道公園（外周、西岸）